# 孫臏

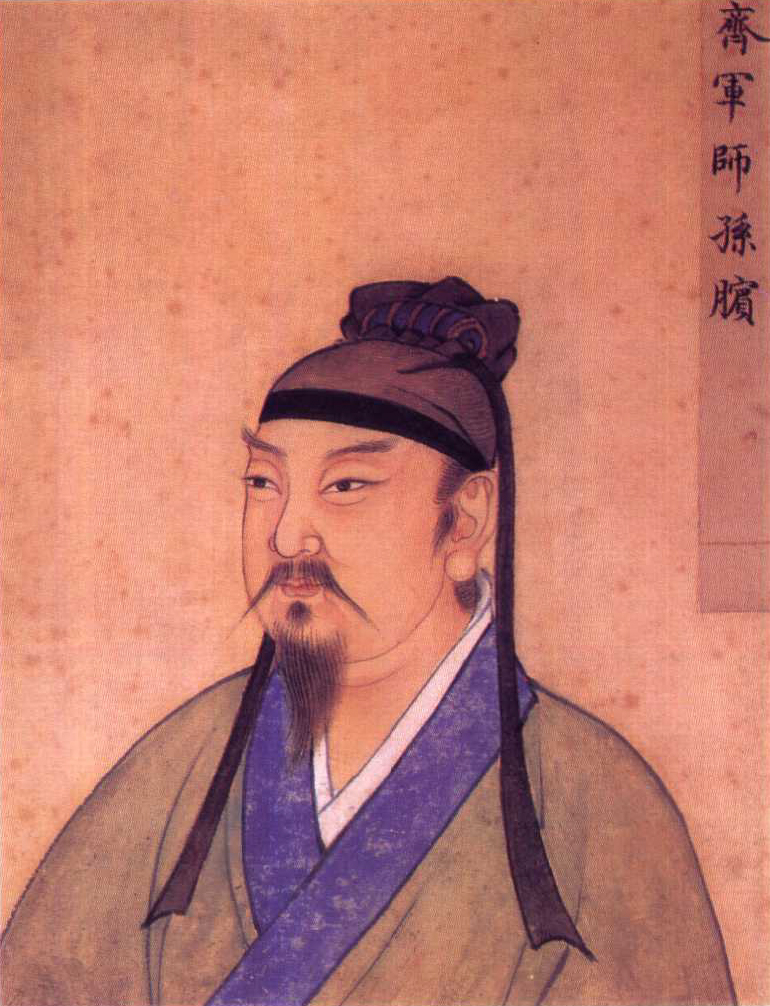
孫臏

孫 臏（簡体字: 孙膑、そん ぴん、生没年不詳・紀元前4世紀頃）は、中国戦国時代の斉の武将、思想家。兵家の代表的人物の一人。孫武の子孫であるとされ、孫武と同じく孫子と呼ばれる。『孫臏兵法』は孫臏の手によると推定されている。

## 略歴

### 前歴
阿（現在の山東省聊城市陽穀県）・鄄（現在の山東省菏沢市鄄城県）の間の辺りにて生まれる。本名およびその父を初めとする家族については不明。
若い頃、龐涓と共に兵法を学び、龐涓は魏に仕官して恵王の元で将軍になることができた。しかし龐涓は孫臏に自分が及ばないことを感じていたので、偽って孫臏を魏へと招待し、孫臏を騙して罪に陥れ、臏刑（両脚を切断する刑）と額に罪人の印である黥を入れる刑に処した。その後は軟禁状態にあったが、斉の公族である将軍田忌が使者として魏へとやってきた際に密かに連絡を取り、その出立に合わせ車の中に隠れて魏を脱出することに成功した。

### 斉にて
斉では田忌の客となる。ある時、斉王（威王）と公子たちと田忌が馬を三組ずつ出して勝負する競馬を催した。孫臏は田忌に対して、上等の馬が出る競走に田忌の所有する下等の馬、中等の馬が出る競走に上等の馬、下等の馬が出る競走に中等の馬を出させることによって、田忌を二勝一敗させ千金を儲けさせた。これに気を良くした田忌は王に孫臏を推薦し、王は孫臏を兵法の師と仰ぐようになった。

### 桂陵の戦い
魏が趙を攻撃し、趙の都を包囲した。趙は斉に救援を求め、斉王は田忌を将軍とし孫臏と共に派遣した。だが、孫臏は趙に向かおうとする田忌を「絡んだ紐を解く時は無闇に引っ張るものではなく、喧嘩を止めさせる時は殴り合いに加わらないものです」と途中で留め、魏本国を攻めさせた。魏の本国には弱小老兵が残っているだけだったので、趙を包囲していた魏の主力軍は慌てて包囲を解き急いで引き返したが、強行軍で疲労困憊したところを斉軍に攻められ大敗（桂陵の戦い）した。こうして孫臏は趙を救った（これが囲魏救趙という故事となった）。

### 馬陵の戦い
13年の歳月が流れ、魏が龐涓を将軍として韓を攻めると、韓より斉へ救援依頼が来た。斉王は、孫臏を主将、田忌を副将にして軍を派遣しようとしたが、孫臏は田忌を推挙し、田忌が主将、孫臏は副将（実質的には軍師）となって韓へ向かった。田忌は前回同様魏の都を攻めようとし、孫臏は「龐涓は同じ過ちを二度繰り返す者ではなく、何かの備えはしているでしょう。しかし様子を伺わなければ分かりませんので、魏の都に向かいましょう」と答えた。孫臏の予測通り、龐涓も流石これに備えて本国にも精強な兵を残しており、斉軍を足止めする一方、韓攻略軍も引き返させた。防衛軍と攻略軍で挟撃しようというのである。これを知った斉軍は撤退するが、龐涓は打撃を与えるべく追撃する。撤退戦であれば追撃する側が圧倒的に有利だからである。
しかし、孫臏は撤退する振りをしつつ、龐涓の「魏の兵は命知らずの猛者だが、斉の兵は臆病者だ」という驕りを逆手に取り、斉軍の陣営の竈の数を前の日の半分、次の日は更に半分という具合に減らしていき、あたかも斉軍に連日脱走兵が相次いでいるかのように偽装した。追撃する龐涓はこの無様な様子を見て半ば呆れつつも勝利を確信し、あえて歩兵を後にし自ら足の速い精鋭の騎兵を率いて一刻も早く斉軍を捕捉しようと図った。一方、孫臏は、その先の隘路である馬陵（現在の山東省臨沂市郯城県）の地で、仕込みを始める。龐涓の部隊が日暮れに到達するであろう場所に木で障害物をつくり、側の木の枝に板を吊るして「龐涓死於此樹之下（龐涓この樹の下にて死せん）」と書き記させた。そしてその道の両側に1万の兵を伏し、兵たちに「日没のあと此処に火がともるであろうから、それに向かって矢を射よ」と命じた。
果たして計算通り、夜半になって当地に龐涓が到着。障害物に止めさせられた際、なにやら書かれている板があると兵が言ったため、自らこれを読もうと松明の火をかかげた。これに斉軍の伏兵が一斉に矢を放ち、暗中の魏軍は大混乱に陥った。自らが負けたことを悟った龐涓は「遂成豎子之名（遂に豎子の名を成さしむ→これであの小僧の名を挙げさせてしまったか）」と言い残して自刎、若しくは矢によりハリネズミとなり戦死。魏の太子申は捕虜にされた。司令官を失った魏軍は斉軍に蹴散らされることになった。
この馬陵の戦いの大勝利により、兵家孫臏の名は天下に響いたと伝えられる。しかし孫臏のその後に付いては史書に記述がない。一説には兵法書を記していたとも言われている。

## 『史記』における評価
『史記』孫子呉起列伝において司馬遷は、「世間で軍学について引用する場合、『孫子』十三編の書物ないしは『呉起兵法』を述べないものはない」と記述している。また、「能く之を行う者は未だ必ずしも能く言わず。能く之を言う者は未だ必ずしも能く行わず」という言葉があり、これは孫子が龐涓を計略に落としたのは明察である。だが刑罰のうきめきにあうときの処置を、あらかじめできなかったのは悲しいことであると評価している。

## 孫臏兵法
孫臏は孫武と同じく兵法書を著したが、彼の兵法は孫武の『孫子』と区別して『斉孫子』などと呼ばれていたらしい。しかしながら、次第に散逸し、あるいは現存する『孫子』自体が孫臏の著作ではないかとも推定されていたが、1972年に至って山東省で孫臏の著した兵法書の竹簡孫子が発掘されたことにより、『孫子』の著者ではないことが明らかになった。この新出土の兵法書は『孫臏兵法』と名づけられている。

## 孫臏を題材にした作品
- 小説
  - 海音寺潮五郎『孫子』毎日新聞社、1964年。のち講談社文庫　 のち講談社文庫・新装版（上下巻）
  - 大久保智弘『兵は詭道なり』
  - 佐藤春夫 「中国童話集」内の『友だちどうし』

- 漫画
  - 星野浩字『臏 〜孫子異伝〜』集英社スーパージャンプ、2008年～2016年。
この漫画での臏刑は脚を切断する刑ではなく膝蓋骨の切除となっており、装具を使って立ち上がることができる。

- ドラマ
  - 東周列国 戦国篇《第4部・10話～12話》(演：温海涛)、1999年
  - 孫子兵法与三十六計(演：仇永力)、2000年
  - 大秦帝国【大秦帝国之裂変】(演：董祁明)、2009年